# Oldřich Pechal

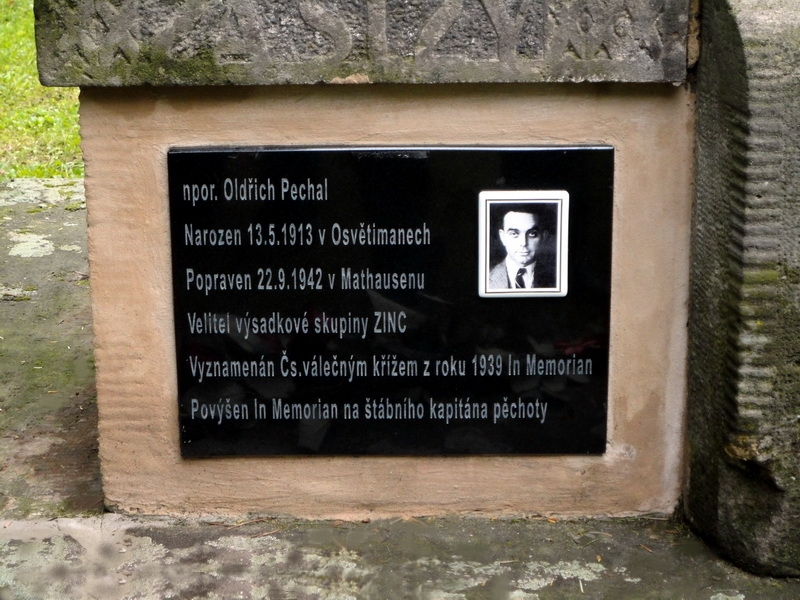
Pamětní deska v Osvětimanech

Oldřich Pechal (12. května 1913, Osvětimany – 22. září 1942, Mauthausen) byl československý voják a velitel paradesantní skupiny Zinc.

## Mládí
Narodil se 12. května 1913 v Osvětimanech na statku v Hruškovicích. Otec Josef byl hajným, matka Anna, rozená Hložková, pracovala v hospodářství. Měl bratra Klimenta a sestru Boženu, provdanou později za Jana Žižlavského.
Dětství prožil ve vsi Vřesovice, kam byl jeho otec jako hajný přeložen. Gymnázium vystudoval v Kyjově a zde také v roce 1934 maturoval. Po odvodu nastoupil 6. července 1934 k horskému pluku do Popradu. Po absolvování školy důstojníků v záloze v Levoči sloužil jako velitel družstva horské roty. Povýšen na desátníka aspiranta byl 1. března 1935, do hodnosti četaře aspiranta 10. července. Od 1. října 1935 do 31. července 1937 studoval Vojenskou akademii v Hranicích na Moravě. Hodnosti poručíka dosáhl 1. srpna 1937. Později sloužil v Dolnom Kubíně jako velitel roty. Během mobilizace v roce 1938 byl s jednotkou převelen do prostoru Sušice.

## V exilu
Po okupaci Československa v roce 1939 emigroval přes Polsko do Francie, kde vstoupil do Cizinecké legie. 8. září 1939 byl po prezentaci v Agde zařazen nejprve k 3. pěšímu pluku. Navíc prodělal francouzský kurz pro důstojníky v záloze. Bojů o Francii se nezúčastnil.
Po pádu Francie byl evakuován do Anglie. V Anglii byl zařazen ke kulometné rotě. Dne 28. října 1940 byl povýšen do hodnosti nadporučíka pěchoty. Po přijetí nabídky k výcviku pro plnění zvláštních úkolů absolvoval od 25. května 1941 do 26. března 1942 ve Skotsku speciální parašutistický výcvik, poté kurzy šifrování a dešifrování a konspirační výcvik.

## Nasazení
Dne 27. března 1942 v 19:55 odstartovalo letadlo typu Halifax řízené polskými piloty. Dne 28. března 1942 v 01:15 hodin byl společně s ostatními příslušníky výsadku Zinc vysazen nedaleko Gbel na Slovensku, přičemž cílem výsadku byla oblast Chřibů (asi 4 km od Vřesovic). Skupina se zde rozdělila s tím, že se pokusí přejít na Moravu, a tam se ve Chřibech sejdou.
V noci z 29. na 30. března při přecházení hranic u obce Petrov byl chycen hlídkou dvou německých celníků z nedalekého komisariátu pohraniční stráže ve Strážnici, kteří jej legitimovali a odváděli na strážnici. Využil jejich neopatrnosti; jednoho zastřelil, druhého smrtelně zranil a podařilo se mu uprchnout. Protože se blížila další hlídka, neměl čas hledat svou padělanou legitimaci, kterou mu před tím odebral německý celník. Gestapo tak získalo jeho fotografii a podle ní byl identifikován slovenskými četníky ze Skalice Glatzem a Višňovcem (byli s Pechalem na vojně). Totožnost však určil až jeho profesor z gymnázia v Kyjově, kde gestapo pátralo. Stačil ještě navštívit své rodiče, setkat se na Nové louce s členy skupiny Arnoštem Mikšem a Viliamem Gerikem, kterým oznámil, že skupinu musí rozpustit. Poté se ukrýval v Chřibech, kde unikal zátahům gestapa také díky pomoci učitele a svého vzdáleného příbuzného Cyrila Žižlavského z Koryčan, rolníka Berky a dalších. Patřili mezi ně také kněz Václav Kostiha a kaplan František Voneš, kteří Pechala i Žižlavského ukrývali od 6. května do začátku června 1942 na faře ve Ždánicích.
Poté, co se Pechal konfidenty gestapa Viktorem Ryšánkem a Karlem Paprskářem  nechal vylákat na chatu nedaleko Brna, byl 2. června 1942 po rvačce zatčen a odvezen do Kounicových kolejí v Brně. Výslechy, při kterých byl krutě mučen, trvaly až do léta 1942, přičemž statečně odmítl všechny nabídky ke spolupráci a vůbec nevypovídal. Mezitím byli 12. června 1942 popraveni Pechalovi rodiče, sourozenci a příbuzní. Ovšem ani to Pechala nezlomilo a nezradil. Na Kyjovsku přišlo o život dalších téměř dvacet osob, mezi nimi i kněz Kostiha a kaplan Voneš, popravení 1. července.
Dne 22. září 1942 byl Pechal popraven oběšením v koncentračním táboře Mauthausen.

## Po válce
1. prosince 1945 byl povýšen na kapitána pěchoty a v roce 2012 byl ministrem obrany A. Vondrou povýšen na podplukovníka in memoriam. https://www.pamatnikopechala.cz/ V roce 2007 mu byla na budově gymnázia v Kyjově odhalena pamětní deska.

## Vyznamenání
- 1944  Pamětní medaile československé armády v zahraničí se štítky Francie a Velká Británie
- 1945  Československý válečný kříž 1939
- 2011  Kříž obrany státu ministra obrany České republiky
- 2024  Medaile Za hrdinství (in memoriam) – 28. října 2024[7]

## Pamětní deska
Pamětní žulová deska v Osvětimanech věnovaná památce Oldřicha Pechala byla slavnostně odhalena (v rámci opravy v roce 2013 s celkovým nákladem 120 tisíc korun) na čelní straně stávajícího pomníku Obětem 1. a 2. světové války v parku v květnu 2013 v jeho rodné obci. Na desce je nápis:
npor. Oldřich Pechal / Narozen 12.5.1913 v Osvětimanech / Popraven 22.9.1942 v Mauthausenu / Velitel výsadkové skupiny ZINC / Vyznamenán Čs. válečným křížem z roku 1939 In Memorian [sic!] / Povýšen In Memorian [sic!] na podplukovníka i.m. .
zdroj - Památník Oldřicha Pechala ve Vřesovicích